# ДЭТ-320
ДЭТ-320 — марка трактора, с 2002 до 2007 года выпускалась Челябинским тракторным заводом. Аббревиатура ДЭТ означает Дизель-Электрический Трактор. Является модернизацией трактора ДЭТ-250М и во многом повторяет его конструкцию.
В 2004 году ДЭТ-320 становится дипломантом конкурса 100 лучших товаров России.
Основным отличием от предыдущей модели является применение двигателя ЯМЗ-7511.10-18 (соответствующего нормам Евро-2) вместо устаревшего В-31, а также новой кабиной, имеющей увеличенный объём и лучший обзор для оператора.

## Особенности конструкции
- Система охлаждения жидкостная, закрытого типа, с фронтальным расположением радиатора, охлаждением наддувочного воздуха и вентилятором, управляемым из кабины (в отличие от ДЭТ-250, где применялась эжекторная система охлаждения).
- Для увеличения ресурса ходовой части усилены лонжероны рамы тележки, введены торсионы равной жёсткости, замкнутые на раму тележки, вместо рамы трактора.
- Двухместная кабина оснащена стеклопакетами, благодаря которым существенно повышена тепло-звуковая изоляция рабочего места, установлен кондиционер.
- С целью исключения попадания паров электролита в кабину ящик с аккумуляторами вынесен наружу на левое крыло и изготовлен в виде термоса с двойными стенками, заполненными утеплителем. В зимнее время в ящик с аккумуляторами нагнетается тёплый воздух.

С 2007 года на смену ДЭТ-320 пришла новая модель ДЭТ-400.
Фото машины: http://www.stroyteh.ru/file/wiki/image/0/r4/ChTZ_URALTRAK_DEhT_320_02B2L/original.jpeg?1